# Стефано Колантуоно
Стефано Колантуоно (італ. Stefano Colantuono, нар. 23 жовтня 1962, Рим) — італійський футболіст, що грав на позиції захисника. По завершенні ігрової кар'єри — тренер. З 2017 року очолює тренерський штаб команди «Салернітана».

## Ігрова кар'єра
У дорослому футболі дебютував 1981 року виступами за команду клубу «Веллетрі», в якій провів два сезони, взявши участь у 46 матчах Серії D. Згодом грав у складі команди Серії С «Тернана» та Серії В «Ареццо».
1985 року став гравцем «Пізи», у складі якої в сезоні 1985/86 дебютував у Серії А, а також виборов титул володаря Кубка Мітропи. З наступного сезону грав у вищій італійській лізі за «Авелліно», «Комо» та «Асколі», вилетівши з останніми до Серії В.
У 1991 році Колантуоно пішов з футболу в футзал і став виступати за римську «Рому», вигравши чемпіонат Італії. Після цього Колантуоно повернувся у великий футбол, де грав за команди нижчих італійських ліг «Фрозіноне», «Фермана», «Самбенедеттезе», «Мачератезе» та «Сестрезе».
Завершив професійну ігрову кар'єру 2002 року у клубі «Самбенедеттезе», якому допоміг вийти до Серії С2.

## Кар'єра тренера
Свою тренерську кар'єру Колантуоно розпочав у клубі «Самбенедеттезе», де і завершив свою кар'єру гравця, будучи запрошеним президентом команди Лучано Гауччі за 9 турів до кінця турніру. З «Самбенедеттезе» Колантуоно вже в перший же сезон вийшов в Серію С1, вигравши всі матчі, в яких він керував командою, привівши клуб до 5 місця в турнірі. Потім Колантуоно тренував команди Серії В «Катанія» (9 місце) та «Перуджу», яку довів до стадії плей-оф, але в ній клуб програв «Торіно». Під час роботи з цими клубами Колантуоно не мав необхідної тренерської ліцензії і де-юре був асистентом Габріеле Матріччіані, свого помічника.
У 2005 році Колантуоно очолив «Аталанту», з якою в перший же сезон виграв Серію В, а на наступний рік привів команду до 7-го місце у вищому італійському дивізіоні. 
31 травня 2007 року Колантуоно очолив «Палермо», будучи запрошеним Мауріціо Дзампаріні, президентом команди. Але вже 26 листопада був звільнений після серії поразок, «вінцем» яких став розгром від «Ювентуса» 0:5. 24 березня 2008 року Колантуоно знову очолив «Палермо», але провів з командою лише 1 гру в чемпіонаті, будучи зміщений зі свого поста 4 вересня, після поразки в Кубку Італії з рахунком 1:3 від «Удінезе».
15 червня 2009 року Колантуоно очолив «Торіно», що вилетів в Серію В. Підписав контракт на 1 сезон, але вже 29 листопада Колантуоно був звільнений через незадовільні результати гри команди; його замінив Маріо Беттега. 10 січня 2010 року Колантуоно був знову призначений головним тренером клубу, змінивши Беттегу і привів команду до 5 місця, яке дозволило команді вийти в плей-оф, у фіналі якого команда поступилася «Брешаї» та не вийшла в Серію А.
15 червня 2010 року Колантуоно знову став головним тренером «Аталанти», яку в першому ж сезоні вивів у Серію А, після чого працював з бергамасками в еліті протягом наступних чотирьох сезонів, поки не був звільнений 4 березня 2015 року.
4 березня 2015 року звільнений з поста головного тренера «Аталанти». Наступником Колантуоно біля керма бергамасків став Едоардо Рея.
4 червня 2015 року Колантуоно очолив «Удінезе», підписавши контракт на 2 роки. 14 березня 2016 року, через день після домашнього матчу 29-го туру Серії A проти «Роми» (1:2), був знятий зі свого поста.
7 листопада 2016 року призначений головним тренером клубу Серії B «Барі», підписавши контракт до 30 червня 2017 року з можливістю продовження ще на 1 рік. Клуб закінчив сезон на 12-му місці і не потрапив у плей-оф, після чого клуб і тренер вирішили не продовжувати співпрацю.
12 грудня 2017 року призначений головним тренером клубу Серії B «Салернітана», з якою також не зміг потрапити у плей-оф.

## Титули і досягнення

### Як гравця
- Володар Кубка Мітропи (1):

«Піза»: 1986
- Чемпіон Італії з міні-футболу (1):

«Рома Футзал»: 1991–92
- Переможець Серії D (2):

«Мачератезе»: 1995–96
«Самбенедеттезе»: 2000–01

### Як тренера
- Переможець Серії В (2):

«Аталанта»: 2005–06, 2010–11